# 平瀬礼太
平瀬 礼太（ひらせ れいた、1966年〈昭和41年〉 - ）は、日本の美術史家。愛知県美術館館長。

## 来歴
千葉県生まれ。1990年（平成2年）京都大学文学部美学美術史学科卒業。
姫路市立美術館学芸員を経て2016年より愛知県美術館学芸員。2024年より現職。

## 著書
- 『銅像受難の近代』吉川弘文館　2011 ISBN　9784642038034　オンデマンド版　2022 ISBN　9784642738033
- 『彫刻と戦争の近代』吉川弘文館　歴史文化ライブラリー 2013　ISBN　9784642057653、オンデマンド版 2021 ISBN　9784642757652
- 『〈肖像〉文化考』春秋社　2014　ISBN　9784393333372

### 共著
- 『講座日本美術史　第6巻　美術を支えるもの』東京大学出版会 2005
- 『戦争と美術　1937‐1945』国書刊行会 2007
- 『戦争のある暮らし』水声社 2008

### 編纂
- 『米倉寿仁、飯田操朗・世界の崩壊感覚』編　本の友社　コレクション・日本シュールレアリスム 1999